# Isak Jansson
Isak Alexander Jansson (Kinna, 31 gennaio 2002) è un calciatore svedese, attaccante del Nizza.

## Carriera

### Club
Ha giocato nella prima divisione svedese e nella seconda divisione spagnola.
Nel 2024 si è trasferito al Rapid Vienna, club della prima divisione austriaca; nel 2025 passa al Nizza, nella prima divisione francese.

### Nazionale
Ha giocato nelle nazionali giovanili svedesi Under-15, Under-16, Under-17 ed Under-21.

## Statistiche

### Presenze e reti nei club
Statistiche aggiornate al 10 novembre 2020.
| Stagione        | Club            | Campionato      | Campionato | Campionato | Coppe nazionali | Coppe nazionali | Coppe nazionali | Coppe continentali | Coppe continentali | Coppe continentali | Supercoppe | Supercoppe | Supercoppe | Totale | Totale |
| Stagione        | Club            | Comp            | Pres       | Reti       | Comp            | Pres            | Reti            | Comp               | Pres               | Reti               | Comp       | Pres       | Reti       | Pres   | Reti   |
| --------------- | --------------- | --------------- | ---------- | ---------- | --------------- | --------------- | --------------- | ------------------ | ------------------ | ------------------ | ---------- | ---------- | ---------- | ------ | ------ |
| 2019            | Kalmar          | A               | 1          | 0          | CS              | 2               | 2               | -                  | -                  | -                  | -          | -          | -          | 3      | 2      |
| 2020            | Kalmar          | A               | 26         | 0          | CS              | 1               | 0               | -                  | -                  | -                  | -          | -          | -          | 27     | 0      |
| Totale Kalmar   | Totale Kalmar   | Totale Kalmar   | 27         | 0          |                 | 3               | 2               |                    | -                  | -                  |            | -          | -          | 30     | 2      |
| Totale carriera | Totale carriera | Totale carriera | 27         | 0          |                 | 3               | 2               |                    | -                  | -                  |            | -          | -          | 30     | 2      |